# Берч-Крик (тауншип, Миннесота)
Берч-Крик (англ. Birch Creek) — тауншип в округе Пайн, Миннесота, США. На 2000 год его население составило 217 человек.

## География
По данным Бюро переписи населения США площадь тауншипа составляет 90,9 км², из которых 90,8 км² занимает суша, а 0,1 км² — вода (0,06 %).

## Демография
По данным переписи населения 2000 года здесь находились 217 человек, 93 домохозяйства и 63 семьи.  Плотность населения —  2,4 чел./км².  На территории тауншипа расположено 134 постройки со средней плотностью 1,5 построек на один квадратный километр. Расовый состав населения: 212 белых, one афроамериканцев, two коренных американцев, one азиатов и one приходится на две или более других рас. Испанцы или латиноамериканцы любой расы составляли one от популяции тауншипа.
Из 93 домохозяйств в 23,7 % воспитывались дети до 18 лет, в 58,1 % проживали супружеские пары, в 5,4 % проживали незамужние женщины и в 31,2 % домохозяйств проживали несемейные люди. 28,0 % домохозяйств состояли из одного человека, при том 12,9 % из — одиноких пожилых людей старше 65 лет. Средний размер домохозяйства — 2,33, а семьи — 2,81 человека.
17,5 % населения — младше 18 лет, 8,3 % — в возрасте от 18 до 24 лет, 20,3 % — от 25 до 44, 33,6 % — от 45 до 64, и 20,3 % — старше 65 лет. Средний возраст — 46 лет. На каждые 100 женщин приходилось 112,7 мужчин.  На каждые 100 женщин старше 18 приходилось 115,7 мужчин.
Средний годовой доход домохозяйства составлял 37 344 доллара, а средний годовой доход семьи —  42 250 долларов. Средний доход мужчин —  25 500  долларов, в то время как у женщин — 19 583. Доход на душу населения составил 15 839 долларов. За чертой бедности находились 5,6 % семей и 10,7 % всего населения тауншипа, из которых 27,1 % младше 18 лет.